# مهشي (قيلاب)
مهشي (بالفارسية: مهشی) هي قرية تقع في قسم قيلاب الريفي، بمقاطعة أنديمشك التابعة لمحافظة خوزستان، إيران.